# Norte (distrito de Logroño)
Norte es un distrito de la ciudad española de Logroño. Se trata del distrito menos poblado de la ciudad, con tan solo 5.586 habitantes y contando con una superficie de 12,44 kilómetros cuadrados. El distrito se encuentra dividido por el Río Ebro, que separa el Casco Histórico de la ciudad, al sur del río, y los barrios de San Antonio, Norte y El Campillo, situados al norte del río.

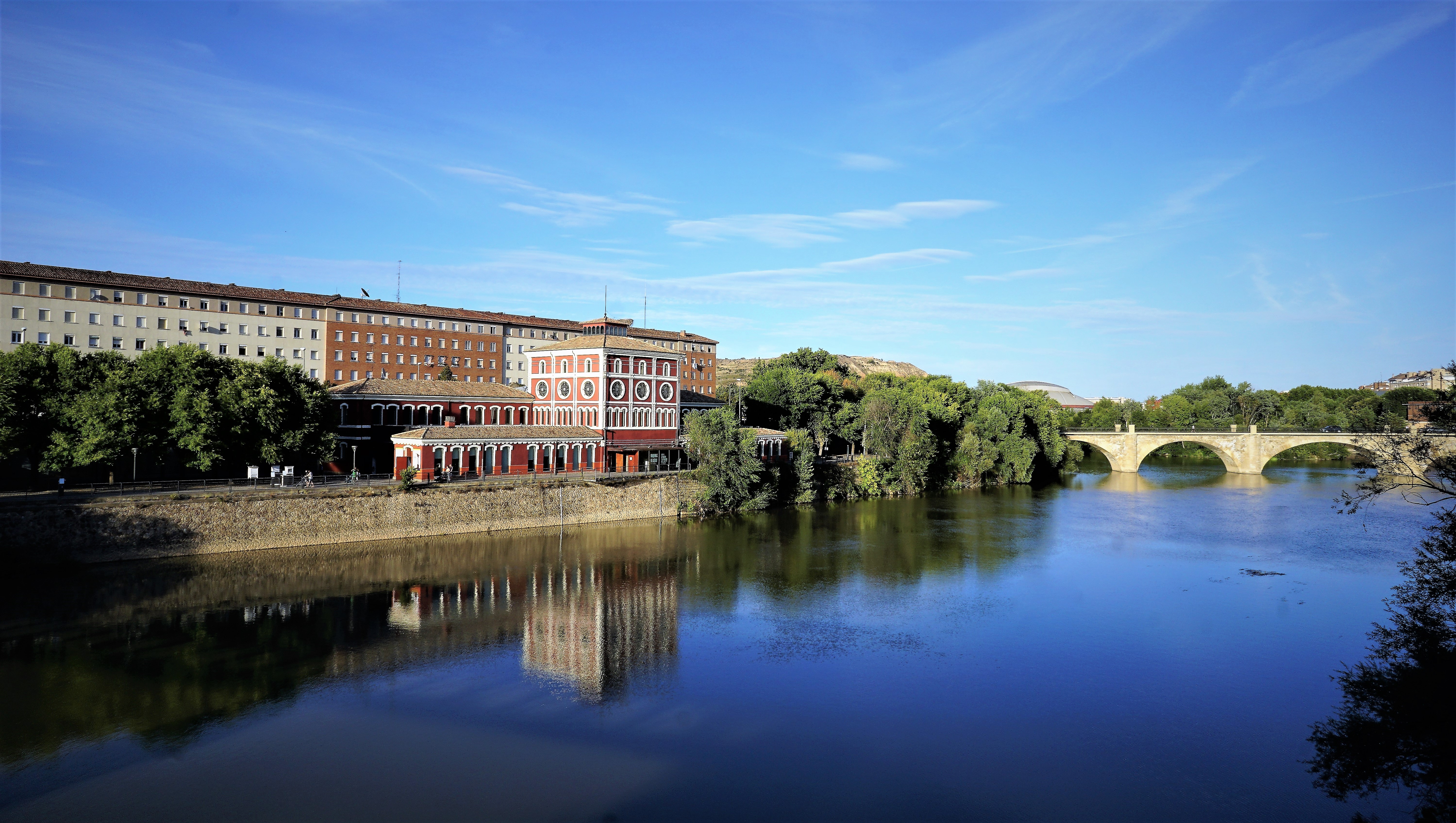
Río Ebro a su paso por el Distrito Norte.

## Límites
- Por el oeste: Río Ebro y límites municipales y provinciales.
- Por el sur: Calles General Urrutia, Antonio Sagastuy, Portales, Bretón de los Herreros, Muro de Francisco de la Mata, Muro del Carmen y Muro de Cervantes.
- Por el este: Avenida de Navarra, Avenida de Viana, Capitán Gaona, San Francisco, Puente de Hierro y Río Ebro.
- Por el norte: Límites municipales y provinciales.

## Barrios
Los barrios que constituyen el Distrito Norte son:
- Casco Histórico: Se ubica en la zona histórica de intramuros, contando con los límites de las calles Muro de la Mata, Muro de Cervantes, Bretón de los Herreros, Avenida de Navarra, Plaza de la Diversidad (Plaza de Murrieta), y el Río Ebro. Dentro del Caso Histórico se ubican lugares de interés como la Concatedral de Santa María de la Redonda, Iglesia de Santiago El Real, Iglesia de San Bartolomé, Iglesia de Santa María del Palacio, Plaza de Abastos Mercado de San Blas, Muralla del Revellín o el Museo de la Rioja.[4]

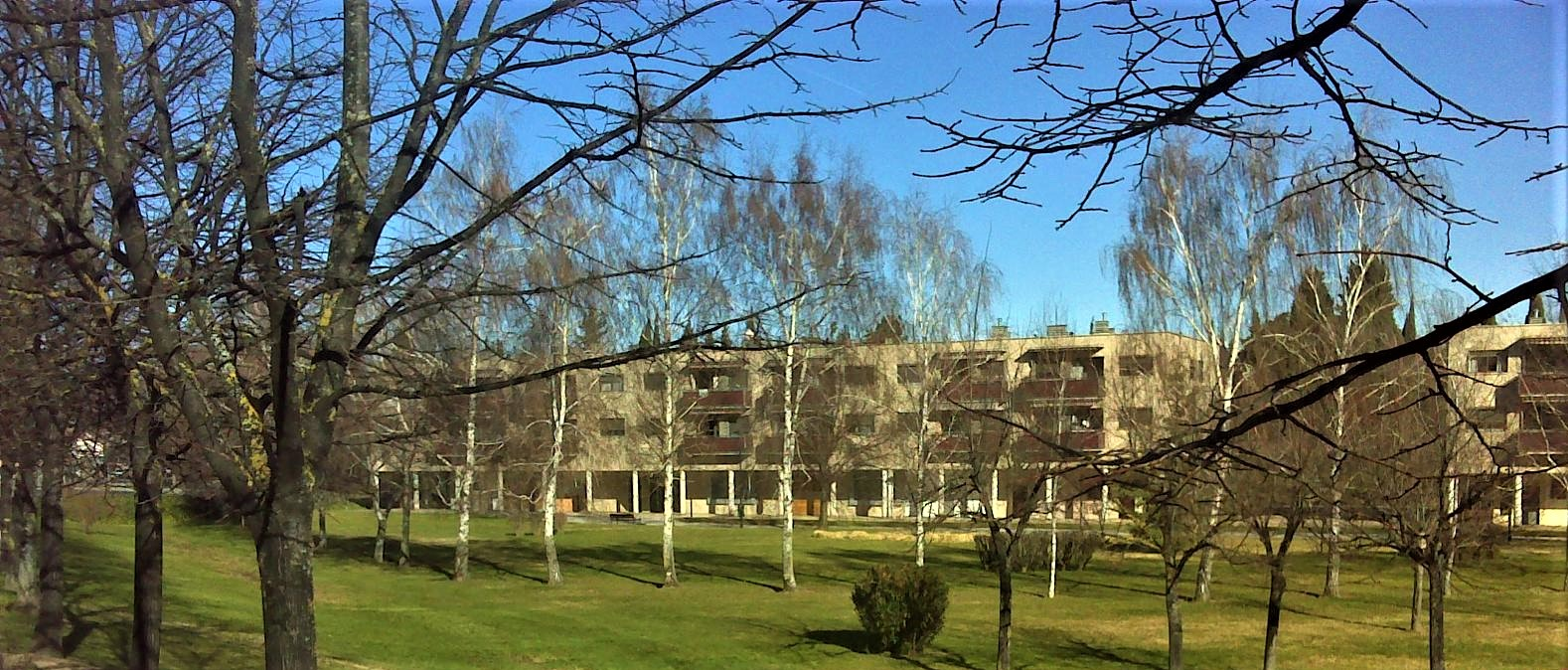
Barrio de San Antonio, situado al norte de Logroño.

- Barrio de San Antonio, situado al norte de Logroño.San Antonio-Norte-El Campillo: Se localiza en la mitad norte del distrito, contando con el Río Ebro como su límite sur, comunicando a través del Puente de Hierro, Puente de Piedra, Puente de Sagasta y la pasarela peatonal con el resto de la ciudad. El barrio de San Antonio es uno de los barrios más extensos de Logroño, que toma el nombre de la Iglesia Parroquial de San Antonio, que se levanta en el año 1958 con diseño de Agapito del Valle. El barrio se crea a principios del S. XX con el crecimiento de un pequeño núcleo industrial, del que poco se conserva, únicamente las Bodegas Franco Españolas. En este barrio se encuentra el Cementerio Municipal de Logroño.